# 岡山県道445号下和奥津川西線
岡山県道445号下和奥津川西線（おかやまけんどう445ごう したおおくつかわにしせん）は、岡山県真庭市から苫田郡鏡野町に至る一般県道である。

## 概要
真庭市蒜山下和から苫田郡鏡野町奥津川西に至る。

### 路線データ
- 起点：岡山県真庭市蒜山下和（岡山県道65号久世中和線交点）
- 終点：岡山県苫田郡鏡野町奥津川西（国道179号交点）
- 総延長：19.8 km
- 実延長：19.3 km
- 冬期閉鎖区間および閉鎖期間：真庭市蒜山下和 - 苫田郡鏡野町羽出西谷（9.5 km、12月15日 - 翌年3月31日）

## 歴史
- 1976年（昭和51年）7月13日 - 岡山県告示第551号により認定される。
- 2005年（平成17年）
  - 3月1日 - 苫田郡西部4町村（奥津町・鏡野町・上齋原村・富村）が対等合併して改めて苫田郡鏡野町が発足したことに伴い終点の地名表記が変更される（苫田郡奥津町奥津川西→苫田郡鏡野町奥津川西）。
  - 3月31日 - 新庄村を除く真庭郡の町村と上房郡北房町が対等合併して真庭市が発足したことに伴い起点の地名表記が変更される（真庭郡中和村下和→真庭市蒜山下和）。

## 路線状況

### 重複区間
- 岡山県道・鳥取県道116号羽出三朝線（苫田郡鏡野町羽出）

## 地理

### 通過する自治体
- 岡山県
  - 真庭市 - 苫田郡鏡野町

### 交差する道路
| 交差する道路                                   | 市町村名 | 市町村名 | 交差する場所 | 交差する場所 |
| ---------------------------------------------- | -------- | -------- | ------------ | ------------ |
| 岡山県道65号久世中和線                         | 真庭市   | 真庭市   | 蒜山下和     | 起点         |
| 岡山県道・鳥取県道116号羽出三朝線 重複区間起点 | 苫田郡   | 鏡野町   | 羽出         |              |
| 岡山県道・鳥取県道116号羽出三朝線 重複区間終点 | 苫田郡   | 鏡野町   | 羽出         |              |
| 国道179号                                      | 苫田郡   | 鏡野町   | 奥津川西     | 終点         |

### 沿線
- 山乗渓谷
- 吉井川

## 峠
- ウド坂（苫田郡鏡野町羽出 - 苫田郡鏡野町奥津川西間）